# Asperula setosa
Asperula setosa là một loài thực vật có hoa trong họ Thiến thảo. Loài này được Jaub. & Spach mô tả khoa học đầu tiên năm 1843.